# Tuviah Friedman

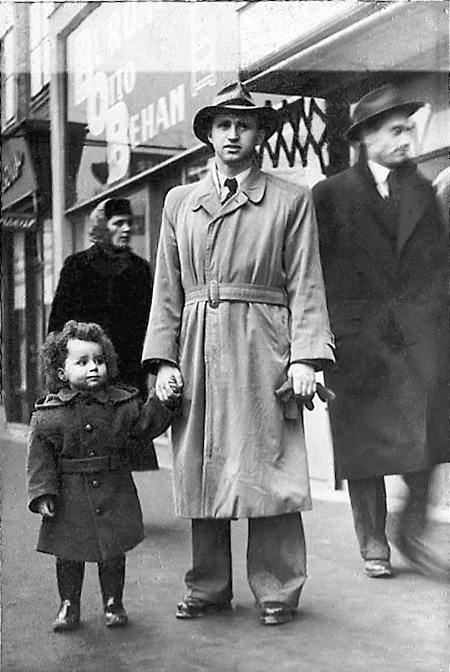
Tuviah Friedman (mit Amir Kangun) im Jahr 1950 vor dem Bürofachgeschäft Otto Beham in Wien

Tuviah Friedman (* 23. Januar 1922 in Radom, Polen; † 13. Januar 2011 in Haifa, Israel) war ein polnisch-israelischer Autor, der sich nach dem Zweiten Weltkrieg bis zu seinem Tod dem Aufspüren ehemaliger Nationalsozialisten widmete, die Verbrechen gegen die Menschlichkeit begangen hatten. Außerdem trug er durch seine zahlreichen Dokumentationen dazu bei, das insbesondere in den 1950er und 1960er Jahren in Deutschland und Österreich weitgehend verdrängte Kapitel der unbehelligt gebliebenen Naziverbrecher in die öffentliche Diskussion zu bringen.

## Leben
Friedmans gesamte Familie mit Ausnahme seiner Schwester wurde nach der Räumung des Ghettos von Radom im Vernichtungslager Treblinka ermordet. Er selbst überlebte als Zwangsarbeiter. Unmittelbar nach seiner Befreiung begann er im nun polnischen Danzig – angeblich als Oberleutnant des polnischen Geheimdienstes – untergetauchte Naziverbrecher zu jagen.
1946 gründete er die „Wiener Dokumentation“, die bis 1952 unter seiner Leitung Nazis, die Verbrechen gegen die Menschlichkeit begangen hatten, suchte und entlarvte. 1952 übergab Friedman die Archivunterlagen dem Yad Vashem.
Von 1955 bis Juni 1957 leitete Friedman in Haifa ein Büro des Yad Vashem. In Haifa gründete Friedman das „Institute of Documentation for the Investigation of Nazi War Crimes“ (dt.: Dokumentationsinstitut über die Untersuchungen von Nazi-Kriegsverbrechen). Es ist u. a. ein Ergebnis seiner Arbeit, dass der Deutsche Bundestag 1965 die Verjährung von Nazi-Verbrechen stoppte. Die schriftliche Anerkennung der israelischen Regierung für die Bemühungen von Lothar Hermann und Tuviah Friedman zur Auffindung des ehemaligen SS-Obersturmbannführers Adolf Eichmann und der Überführung nach Israel, um ihn vor Gericht zu stellen, wurde erst am 7. Juli 1992 bestätigt.
In der Deutschen Nationalbibliothek Leipzig befinden sich derzeit (August 2006) 143 Dokumentenbücher, die von Tuviah Friedman zusammengestellt wurden.

## Publikationen
- Die Korrespondenz der zwei Nazi-Forscher Tuviah Friedman und Simon Wiesenthal. 1. Teil. 1946–1950, Wien-Linz. 2. Teil. 1950–2005. Institute of Documentation in Israel, Haifa 2005.
- als Hrsg.: Die Ergreifung Eichmanns: meine 15-jährige erfolgreiche Suche nach dem Gestapo-Massenmörder Adolf Eichmann, der im Mai 1960 von Argentinien nach Israel gebracht und in Jerusalem vor Gericht gestellt wurde. Institute of Documentation in Israel for the Investigation of Nazi War Crimes, Haifa 2004.
- als Hrsg.: Schupo-Kriegsverbrecher in Kolomea vor dem Wiener Volksgericht. Haifa 1957.
- Schupo-Kriegsverbrecher von Stryj. Haifa 1957.
- Schupo- und Gestapo-Kriegsverbrecher von Stanislau vor dem Wiener Volksgericht. Haifa 1957.
- Schupo- und Gestapo-Kriegsverbrecher von Drohobycz vor dem Wiener Volksgericht. Haifa 1958.
- Die Tragödie des österreichischen Judentums. Bericht und Dokumenten-Sammlung. Haifa 1958.
- Die Tragödie des österreichischen Judentums. Vereinigung der Juden aus Österreich, Haifa 1958.